# Cedofeita, Santo Ildefonso, Sé, Miragaia, São Nicolau e Vitória

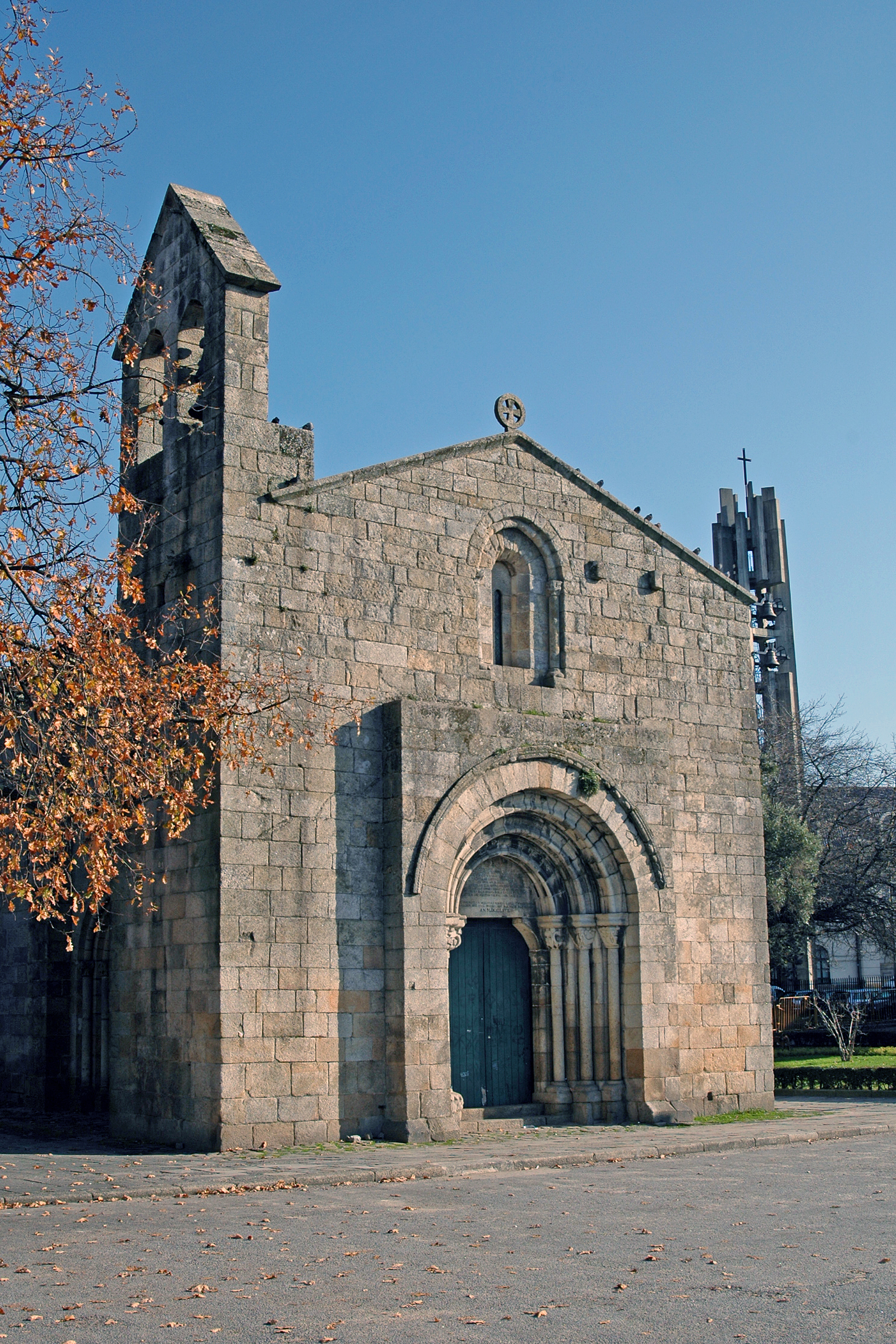
Igreja de São Martinho de Cedofeita

De União das freguesias de Cedofeita, Santo Ildefonso, Sé, Miragaia, São Nicolau e Vitória, ook bekend als (União de Freguesias do) Centro Histórico do Porto is een freguesia in de Portugese gemeente Porto die in 2013 is ontstaan door het samenvoegen van de zes freguesias waarnaar de gecombineerde freguesia is genoemd. Het is de centrale freguesia van de stad en het grootste deel van het Historisch Centrum van Porto maakt er deel van uit. Cedofeita, Santo Ildefonso, Sé, Miragaia, São Nicolau e Vitória wordt omgrensd door de freguesias Bonfim in het oosten, Paranhos in het noorden, Ramalde in het noordwesten en Lordelo do Ouro e Massarelos in het westen. De zuidelijke grens wordt gevormd door de Douro met aan de overkant de gemeente Vila Nova de Gaia.

## Bevolkingsontwikkeling
| Bevolkingsontwikkeling van de freguesias Cedofeita, Santo Ildefonso, Sé, Miragaia, São Nicolau en Vitória | Bevolkingsontwikkeling van de freguesias Cedofeita, Santo Ildefonso, Sé, Miragaia, São Nicolau en Vitória | Bevolkingsontwikkeling van de freguesias Cedofeita, Santo Ildefonso, Sé, Miragaia, São Nicolau en Vitória | Bevolkingsontwikkeling van de freguesias Cedofeita, Santo Ildefonso, Sé, Miragaia, São Nicolau en Vitória | Bevolkingsontwikkeling van de freguesias Cedofeita, Santo Ildefonso, Sé, Miragaia, São Nicolau en Vitória | Bevolkingsontwikkeling van de freguesias Cedofeita, Santo Ildefonso, Sé, Miragaia, São Nicolau en Vitória | Bevolkingsontwikkeling van de freguesias Cedofeita, Santo Ildefonso, Sé, Miragaia, São Nicolau en Vitória |
| Freguesia                                                                                                 | Cedofeita                                                                                                 | Santo Ildefonso                                                                                           | Sé | Miragaia                                                                                                  | São Nicolau                                                                                               | Vitória                                                                                                   |
| --- | --- | --- | --- | --- | --- | --- |
| 1864 | 11 614 | 14 308 | 11 793 | 4 377 | 6 548 | 8 248 |
| 1878 | 16 244 | 16 370 | 13 678 | 5 296 | 6 091 | 8 804 |
| 1890 | 22 677 | 19 948 | 13 968 | 6 439 | 5 658 | 9 991 |
| 1900 | 25 999 | 21 827 | 14 948 | 6 756 | 5 593 | 8 484 |
| 1911 | 30 792 | 23 786 | 15 320 | 7 145 | 6 303 | 9 481 |
| 1920 | 33 020 | 22 718 | 14 067 | 6 369 | 5 435 | 9 027 |
| 1930 | 36 520 | 24 483 | 16 689 | 7 130 | 6 347 | 8 179 |
| 1940 | 41 835 | 25 581 | 16 876 | 7 519 | 7 881 | 9 578 |
| 1950 | 42 796 | 25 426 | 15 827 | 8 620 | 7 685 | 7 716 |
| 1960 | 40 196 | 26 219 | 14 651 | 8 316 | 7 825 | 8 001 |
| 1970 | 35 179 | 20 910 | 12 968 | 7 217 | 7 040 | 6 285 |
| 1981 | 36 841 | 20 145 | 10 483 | 6 457 | 4 840 | 6 181 |
| 1991 | 32 066 | 14 431 | 7 343 | 4 771 | 3 957 | 4 271 |
| 2001 | 24 784 | 10 044 | 4 751 | 2 810 | 2 937 | 2 720 |
| 2011 | 22 077 | 9 029 | 3 460 | 2 067 | 1 906 | 1 901 |

## Architectuur en bezienswaardigheden

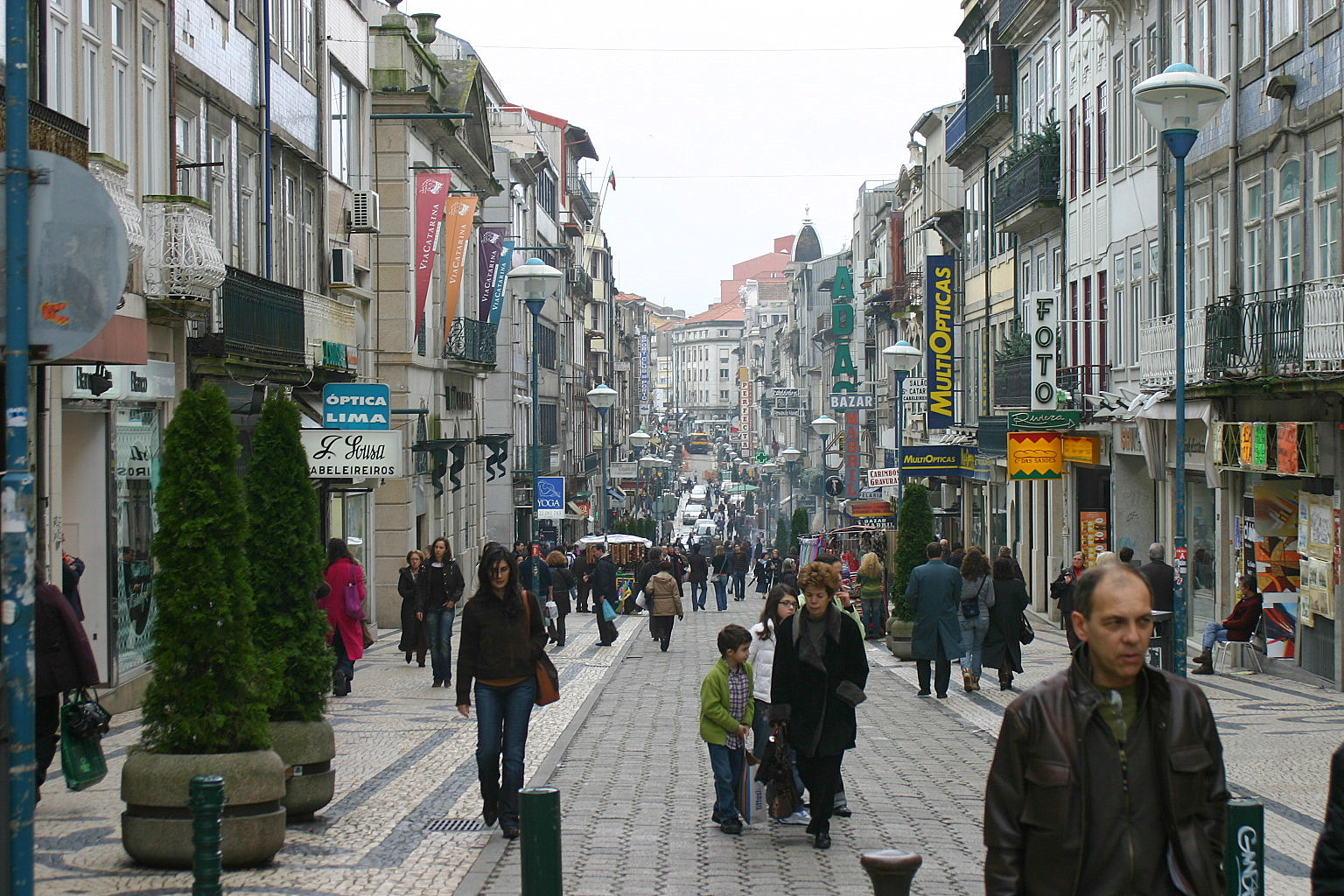
Rua de Santa Catarina

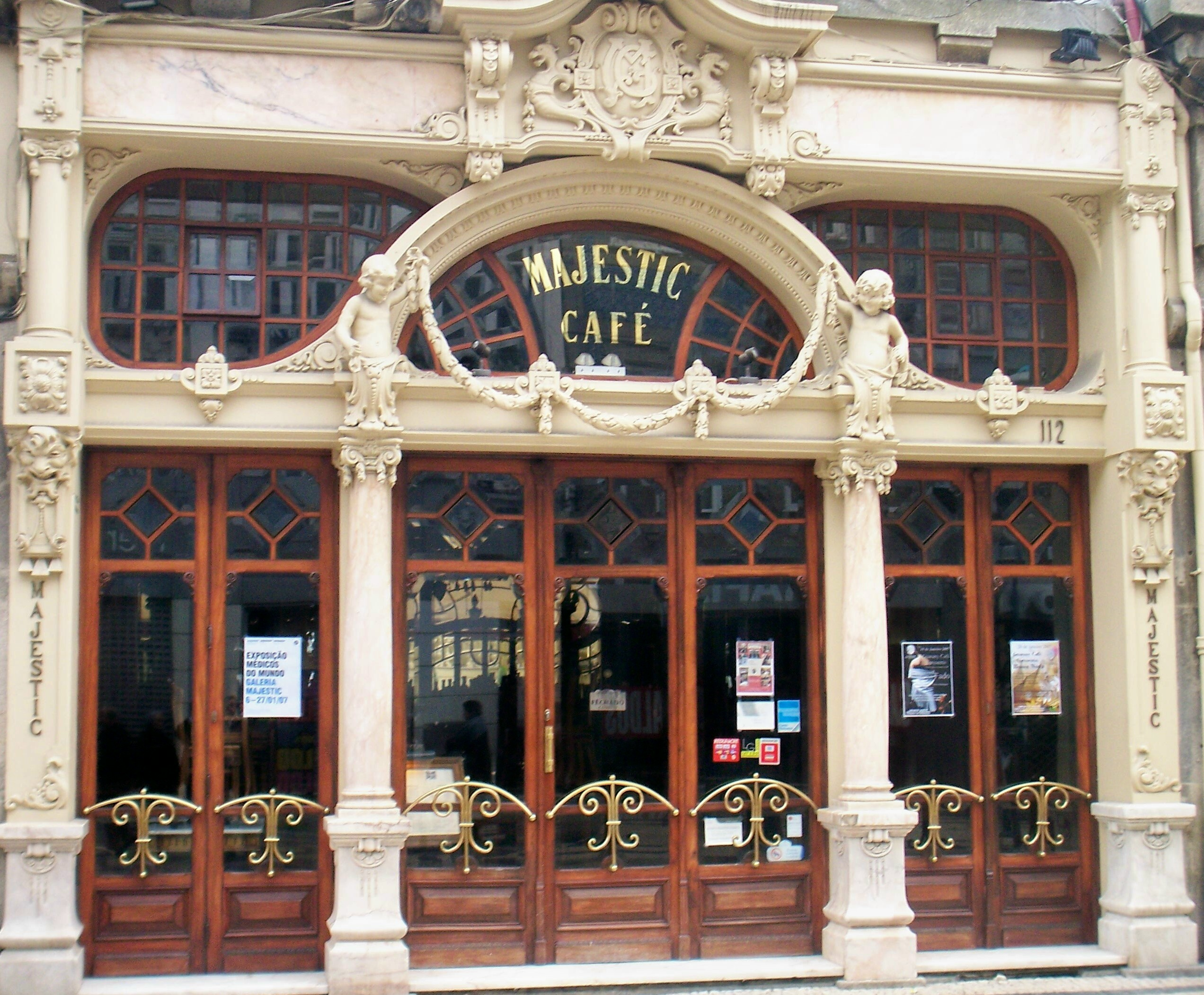
Café Majestic - gevel

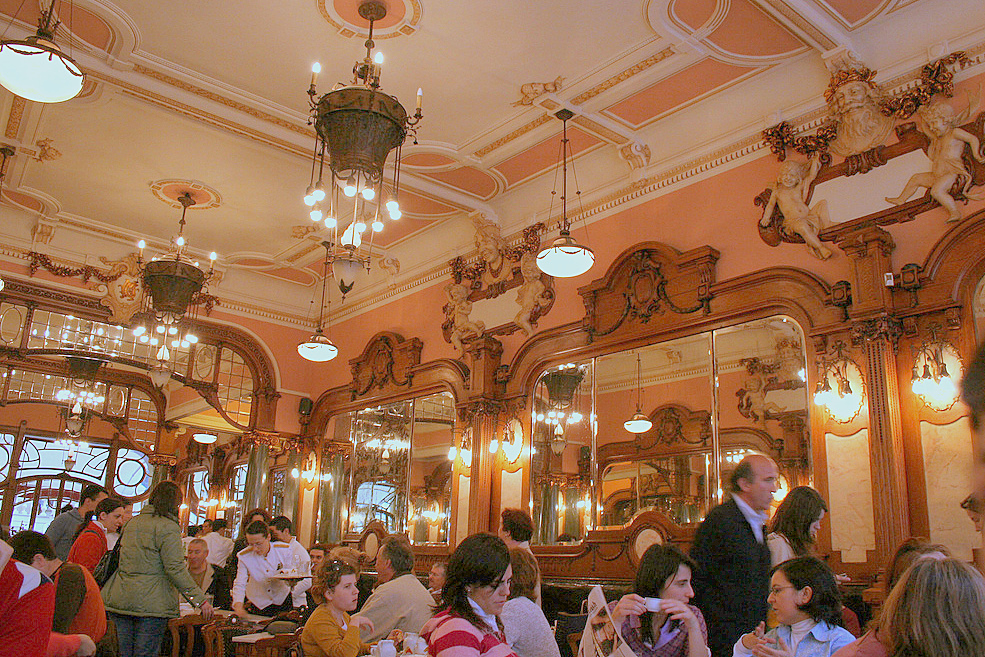
Café Majestic - interieur

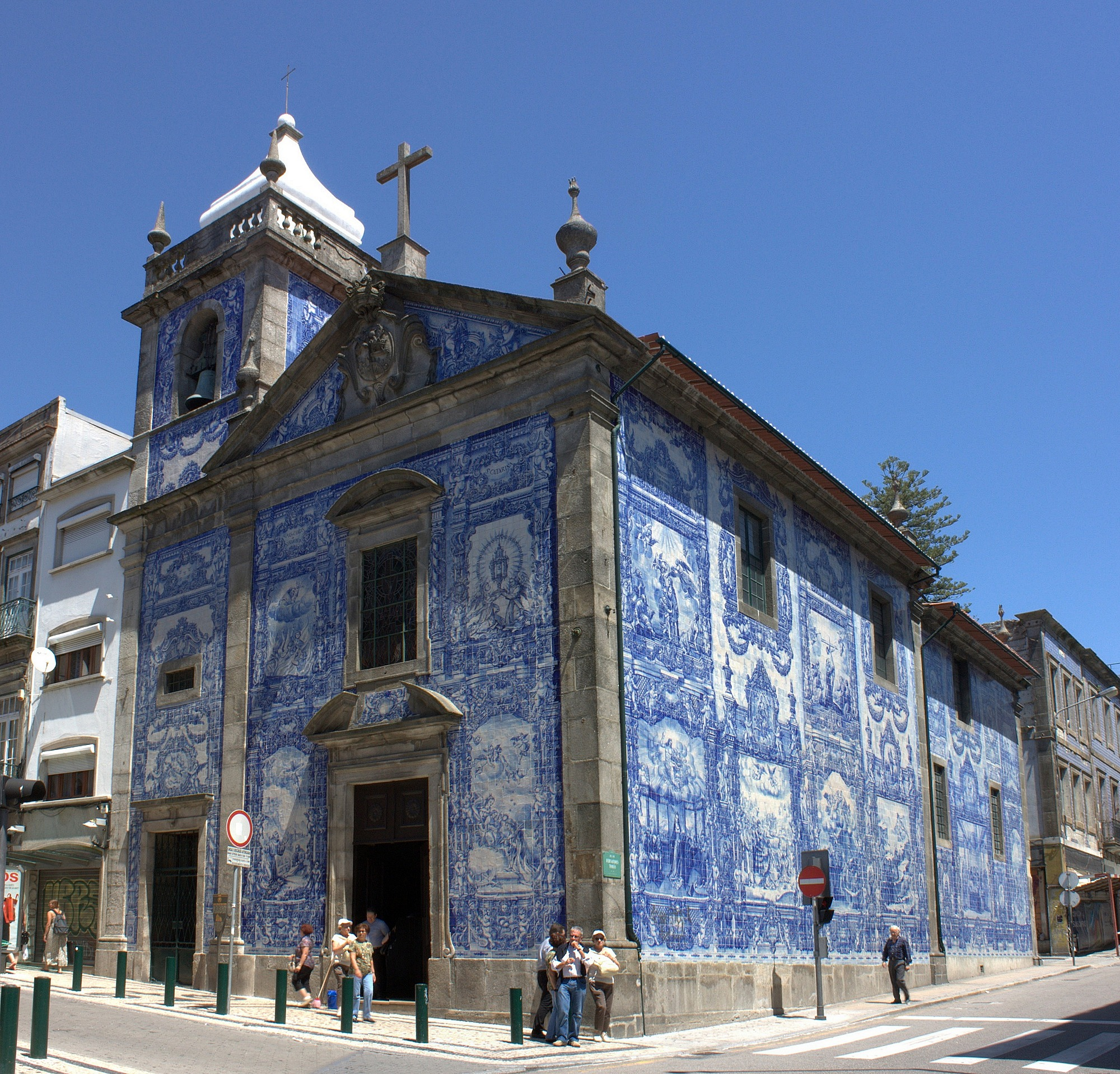
Capela das Almas

.

### Rua de Santa Catarina
De Rua de Santa Catarina is bijna 1500 meter lang en loopt van de Praça da Batalha in noordelijke richting. Het eerste deel van de straat bestond al in de tweede helft van de zeventiende eeuw. In 1784 is de straat verlengd tot de toenmalige Alameda da Aguardente, het tegenwoordige Praça Marques de Pombal. Het eerste, zuidelijk deel is tegenwoordig de belangrijkste winkelstraat in het centrum van de stad.

#### Café Majestic
Dit café in art-nouveau-stijl werd geopend op 17 december 1921 als Café Elite. De naam werd een jaar later veranderd in Majestic. In de loop der jaren zijn een aantal wijzigingen aangebracht, maar die zijn bij een grote renovatie in 1994 grotendeels weer ongedaan gemaakt. De Majestic is gevestigd in de Rua de Santa Catarina, vlak bij de Rua de Passos Manuel. Zowel de gevel als het interieur behoren tot de bezienswaardigheden van de stad. Het café is sinds 1983 een nationaal monument.

#### Capela de Santa Catarina(Sint-Catharinakapel)
Deze kapel, vaak Capela das Almas genoemd, staat op de hoek van de Rua Santa Catarina en de Rua Formosa. De kapel is gebouwd aan het begin van de achttiende eeuw. In 1929 zijn op de buitenmuren in totaal 15.947 azulejos aangebracht, die een totaaloppervlak van 360 vierkante meter bedekken. De afbeeldingen op de tegels zijn van de hand van Eduardo Leite en stellen scènes uit het leven van Franciscus van Assisi en Catharina van Siena voor. De tegels zijn gemaakt door de Fábrica de Cerâmica Viúva Lamego in Lissabon. De Capela de Santa Catarina is sinds 1993 een nationaal monument.

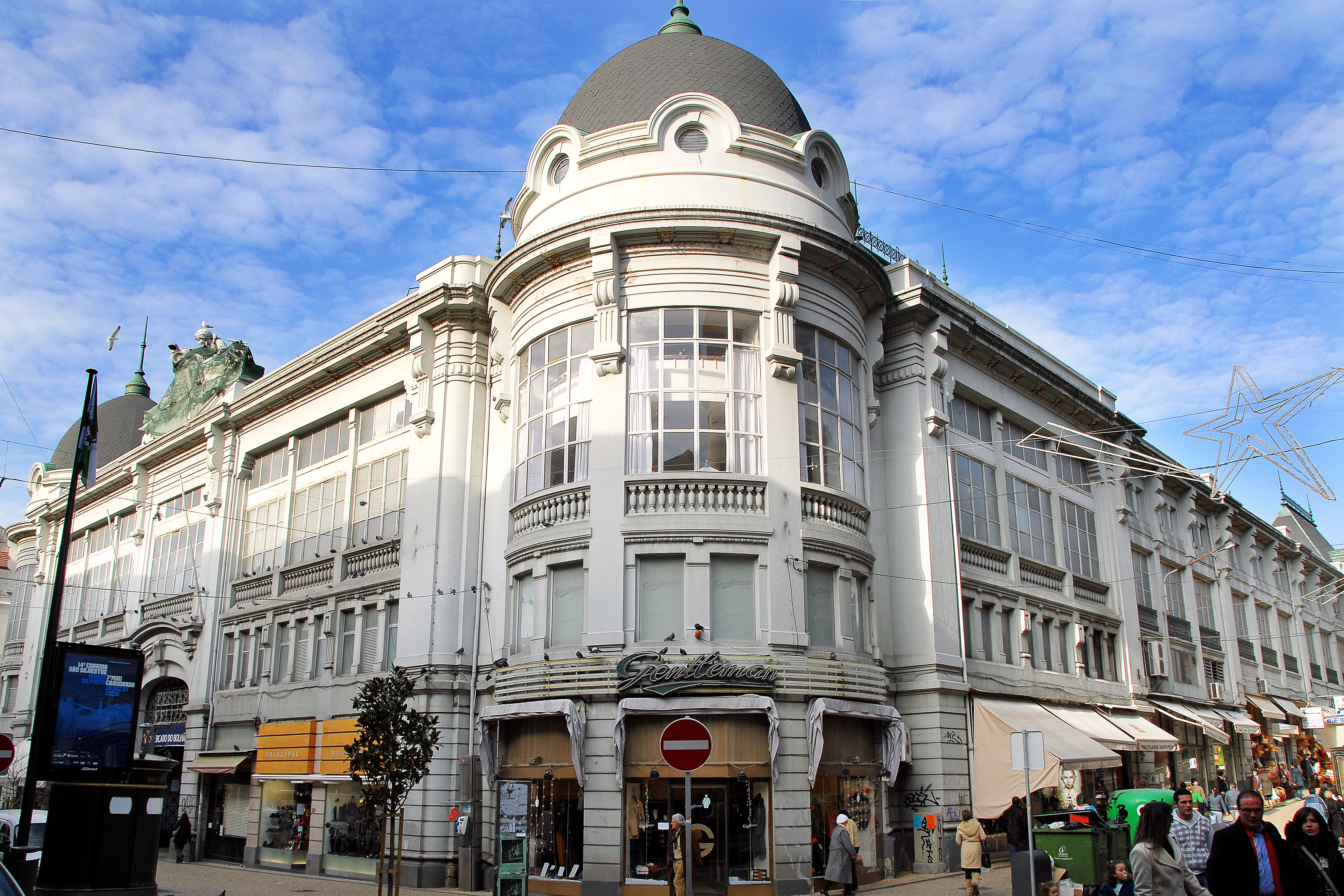
Mercado do Bolhão

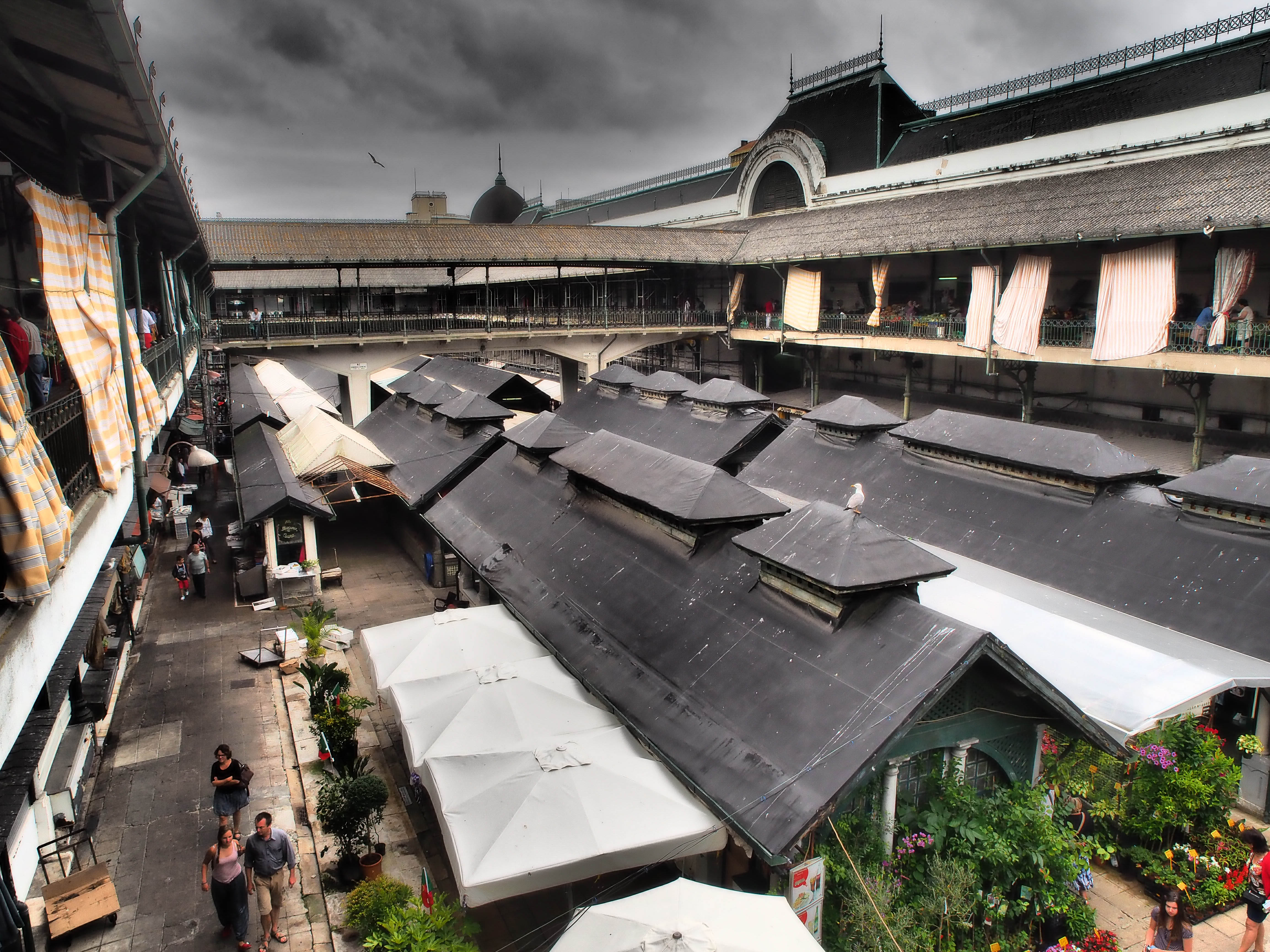
Mercado do Bolhão - interieur

### Mercado do Bolhão (Markt van Bolhão)
De oorspronkelijke Mercado do Bolhão dateert uit 1839 toen de gemeente een plein inrichtte voor het houden van een markt. In 1914 werd ter plaatse het huidige marktgebouw gerealiseerd naar ontwerp van de architect Correia da Silva. In 2015 heeft de gemeente aangekondigd 20 miljoen euro te willen investeren in een grote renovatie.

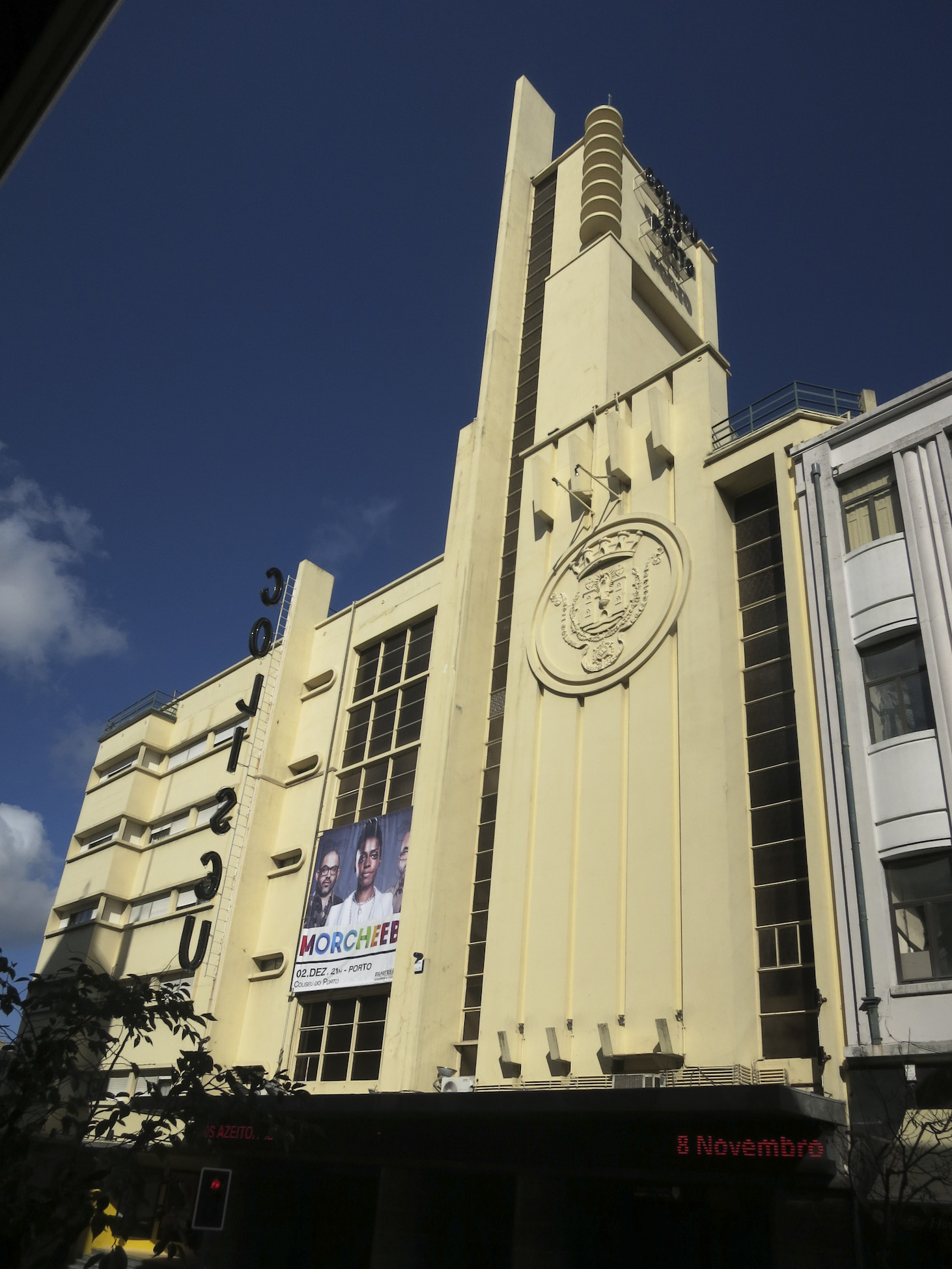
Coliseu do Porto

### Coliseu do Porto
Dit theater is gebouwd en ontworpen door de architecten Cassiano Branco en Júlio de Brito. Het theater was in december 1941 gereed en wordt vooral gebruikt voor concerten, maar is ook de locatie van het traditionele kerstcircus. Sinds 2012 is het een nationaal monument. Het Coliseu bevindt zich in de Rua de Passos Manuel, vlak bij de Rua de Santa Catarina.

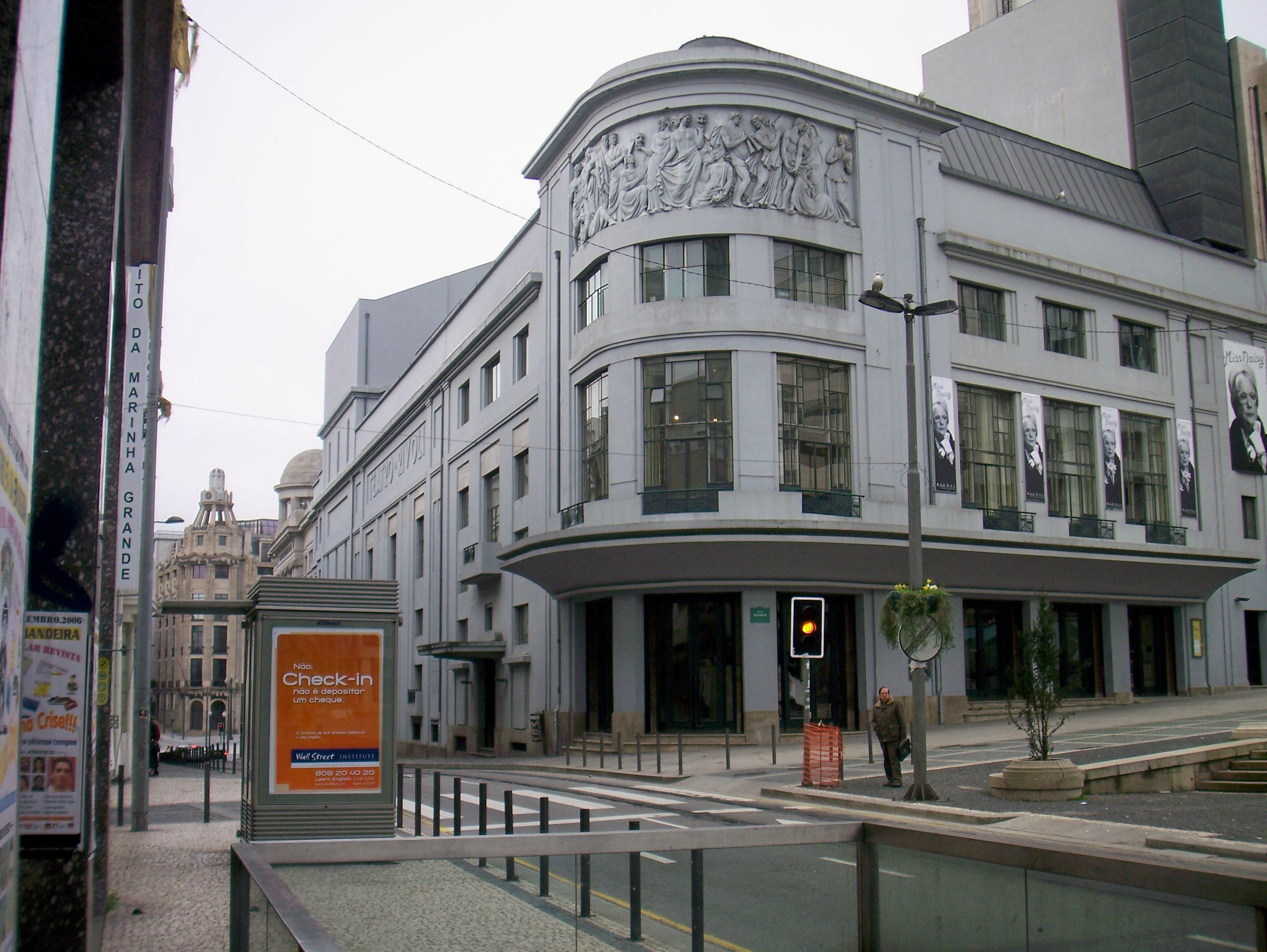
Teatro Rivoli met links de Rua Magelhães Lemos leidend naar de Avenida dos Aliados

### Teatro Rivoli
Het Teatro Rivoli werd geopend in 1913 met de naam Teatro Nacional. Na een ingrijpende vernieuwing kreeg het zijn huidige naam in 1923. Ongeveer vijftig jaar later waren de installaties verouderd en versleten, ontbrak een regelmatige programmering en ook het geld voor een renovatie. De gemeente Porto besloot het theater te kopen. Van 1992 tot 1997 was het theater gesloten voor een grote renovatie en uitbreiding. Het is tegenwoordig een van de belangrijker culturele instellingen van de stad met uitvoeringen op gebied van muziek, toneel, dans en film. Het theater staat aan de westzijde van de Praça Dom João I.

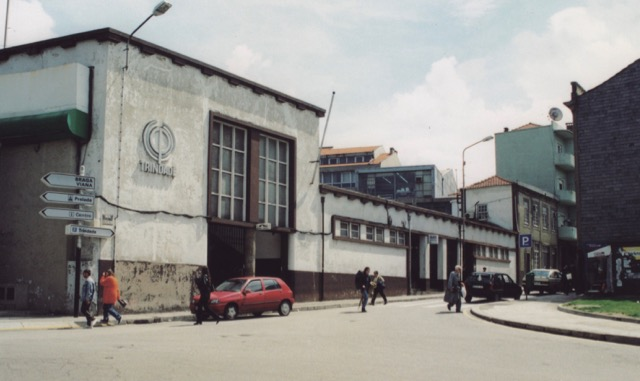
Trindade, het smalspoorstation vlak voor dat het werd gesloopt

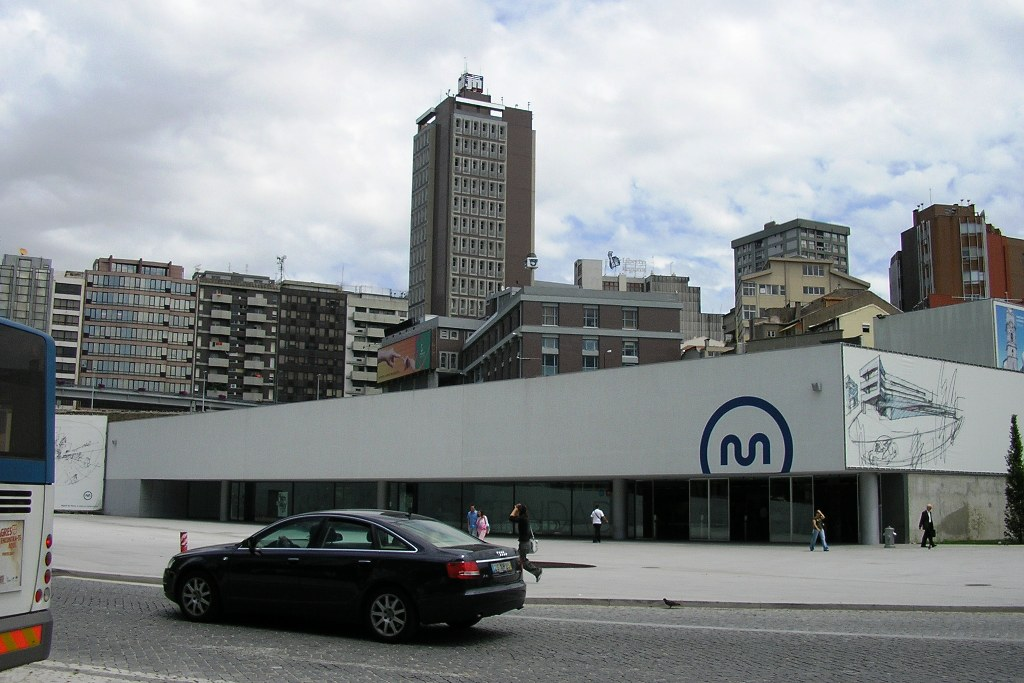
Metrostation Trindade

### Station Trindade
Het station Trindade werd in 1938 geopend als het nieuwe eindstation van de smalspoorlijnen naar Póvoa de Varzim en Guimarães. Ten opzichte van het tot dan toe bestaande station Boavista bevond het zich veel dichter bij het centrum van de stad. Oorspronkelijk was een groot stationsgebouw direct naast het, op dat moment nog in aanbouw zijnde, stadhuis gepland. Dit nieuwe stationsgebouw zou ook kantoren, winkels, restaurants en een hotel herbergen. Gebrek aan geld maakte dat de plannen werden herzien en slechts een eenvoudig station werd gebouwd op een iets verder gelegen, en daarom goekoper terrein achter de Igreja da Trindade. Het station heeft dienstgedaan tot 2001, waarna het werd gesloopt om plaats te maken voor het nieuwe station van de Metro do Porto ontworpen door Eduardo Souto de Moura.

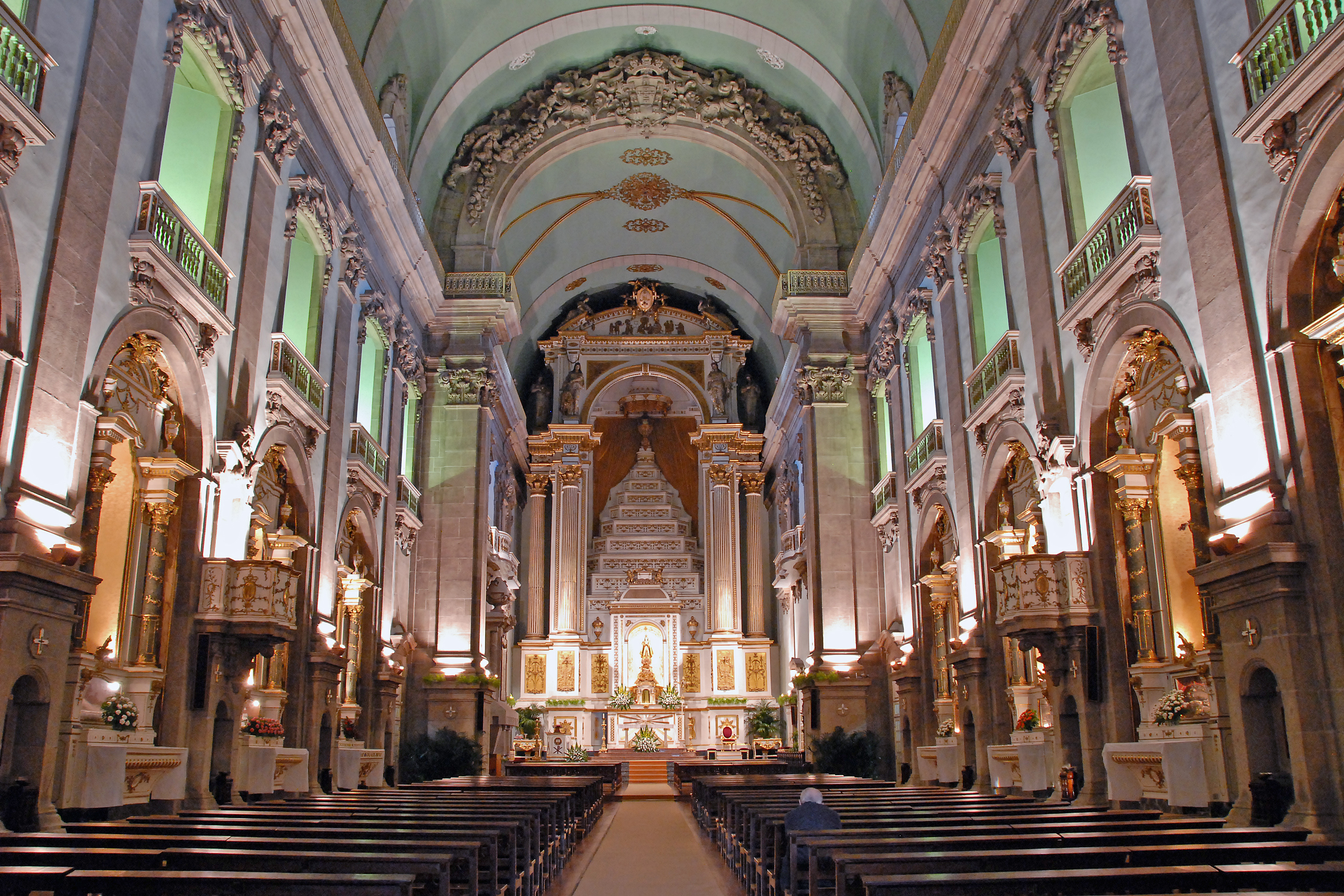
Igreja da Lapa - interieur

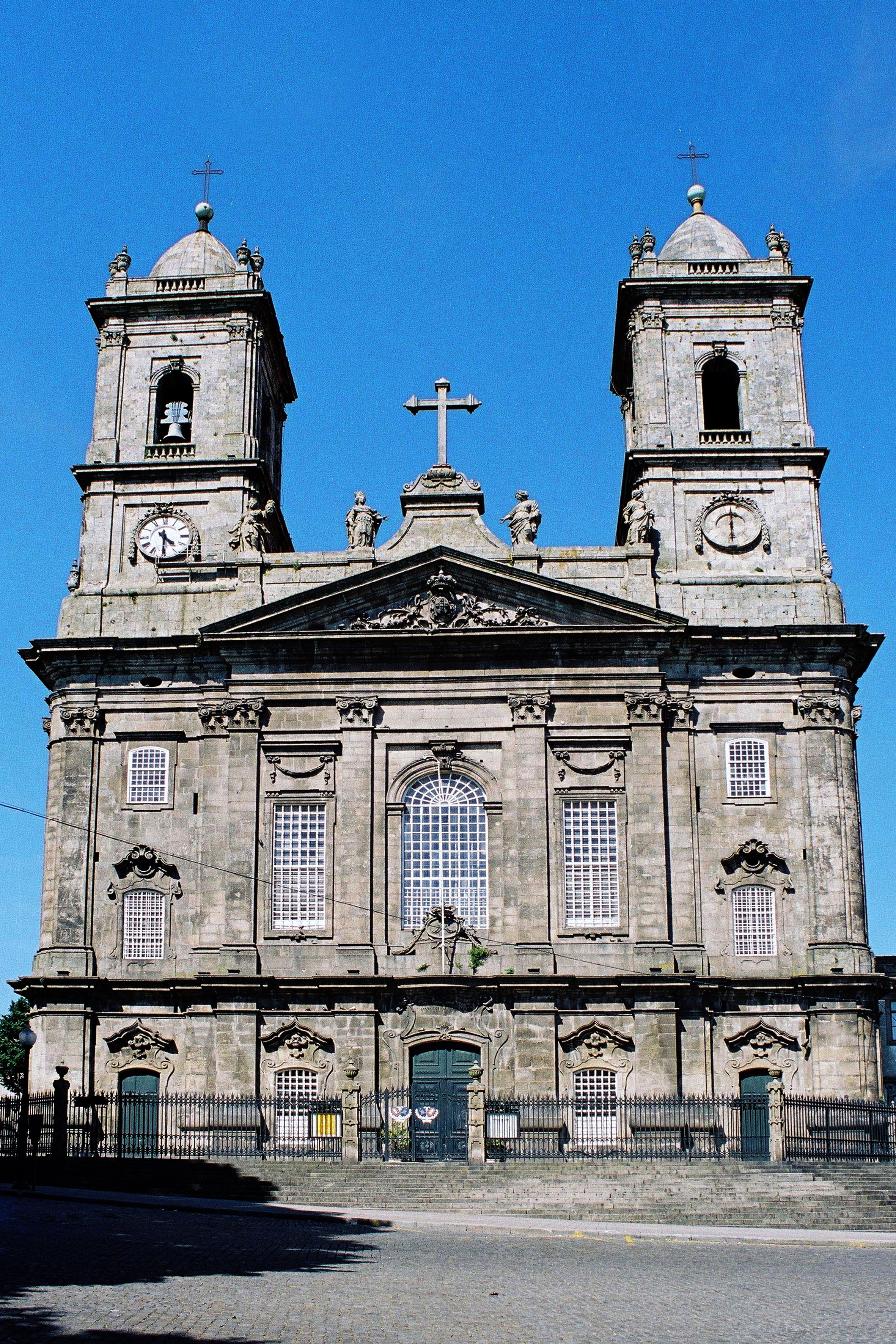
Igreja da Lapa

### Igreja da Lapa
De bouw van deze kerk duurde meer dan honderd jaar, van 1756 tot 1863. De oorspronkelijk architect was José Figueiredo Seixas. In het gebouw staat sinds 1837 een monument voor koning D. Pedro IV.

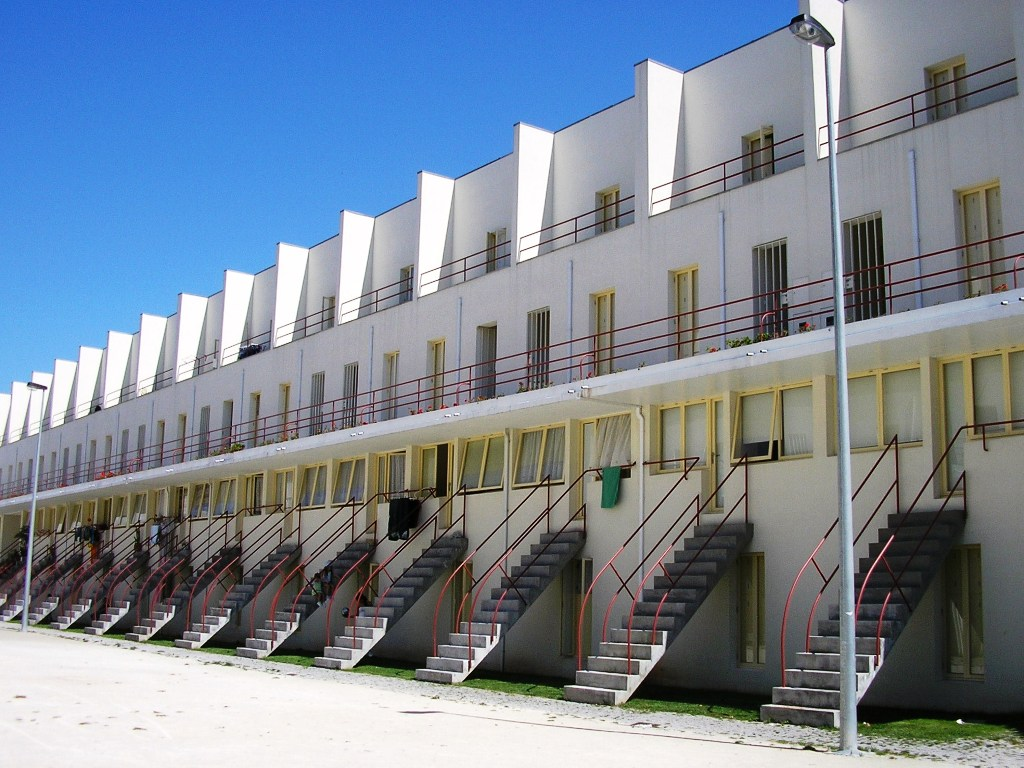
Sociaal woningbouwproject Bouça

### Sociaal woningbouwproject Bouça
Het Sociaal woningbouwproject Bouça is ontworpen door Álvaro Siza. Dit woningcomplex staat tussen de Rua da Boavista en het metrostation Lapa.

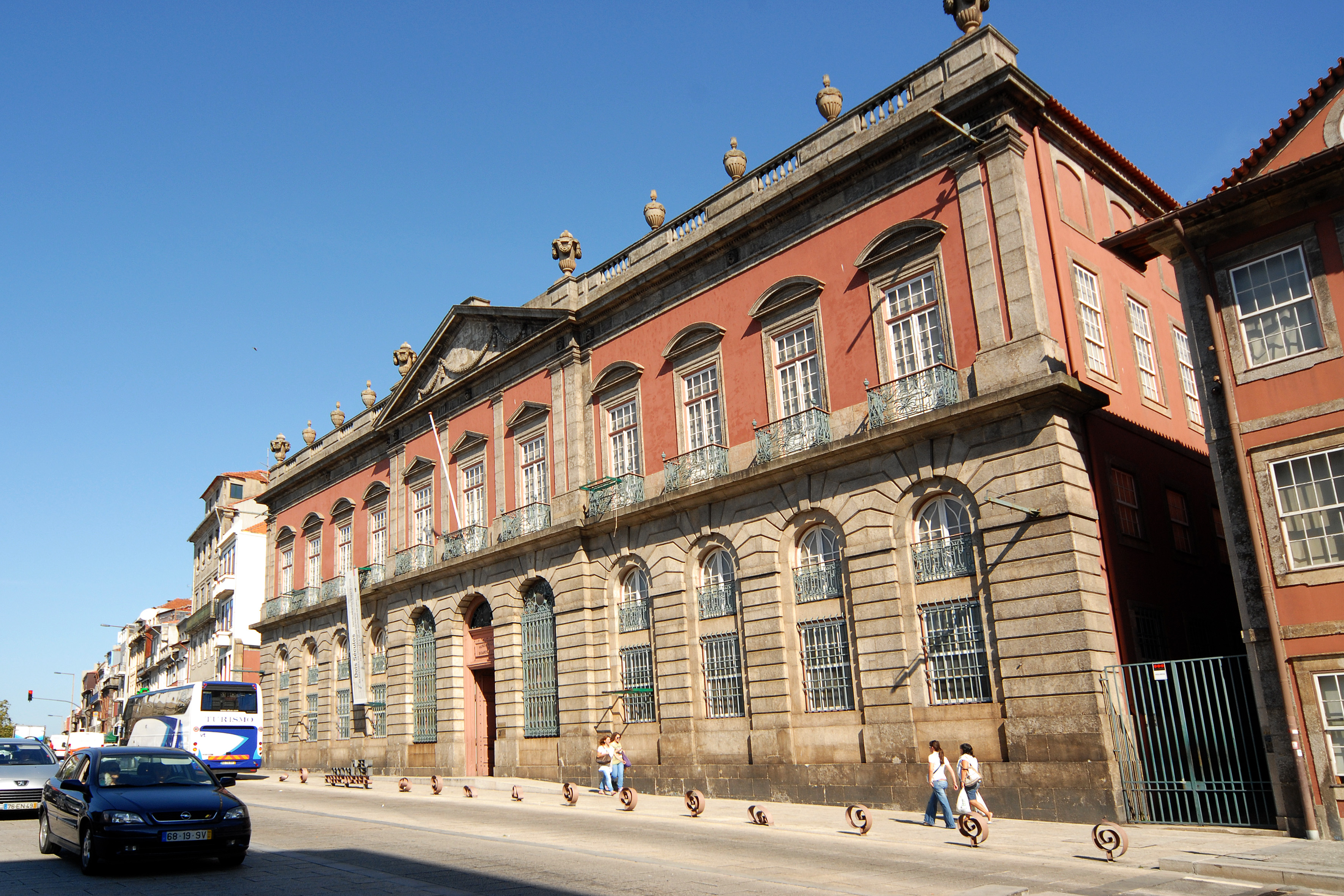
Museu Nacional de Soares dos Reis / Palácio dos Carrancas

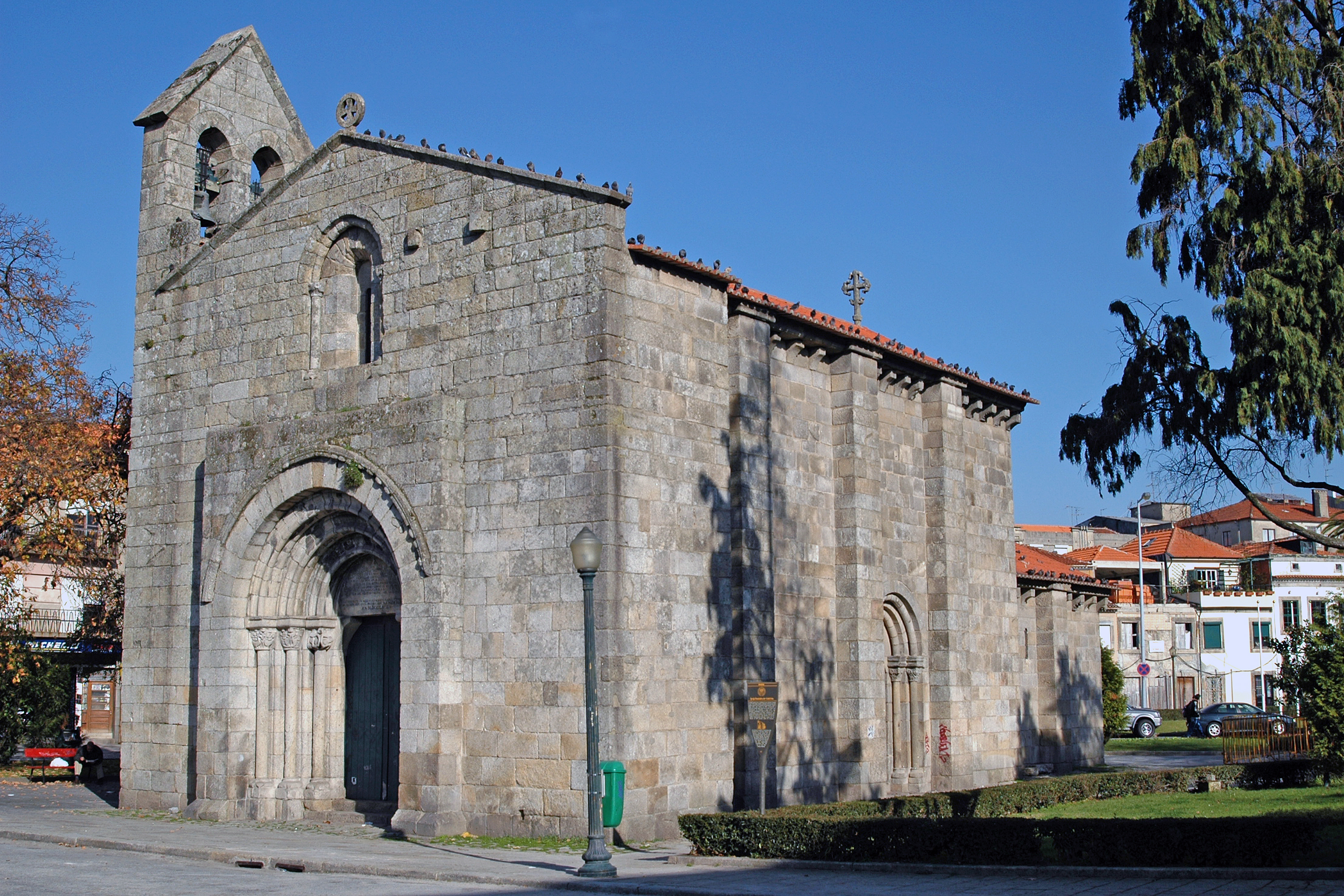
Igreja de São Martinho de Cedofeita

### Museu Nacional de Soares dos Reis
Het Museu Nacional de Soares dos Reis (Nationaal Museum Soares dos Reis) is opgericht in 1833 en is het oudste openbaar kunstmuseum van Portugal. Oorspronkelijk had het de naam Museu Portuense, maar sinds 1911 draagt het de naam van de uit Vila Nova de Gaia afkomstige beeldhouwer António Soares dos Reis. Tot 1942 was het museum gehuisvest in het voormalige Convento de Santo António. Tegenwoordig is het gevestigd in het Palácio dos Carrancas, een pand gebouwd aan het eind van de 18e eeuw. De verzameling telt ongeveer 3000 schilderijen en 10.000 andere voorwerpen op het gebied van beeldhouwwerken, grafiek, meubels, aardewerk, porselein, glas, juwelen, sieraden, textiel en archeologische vondsten.

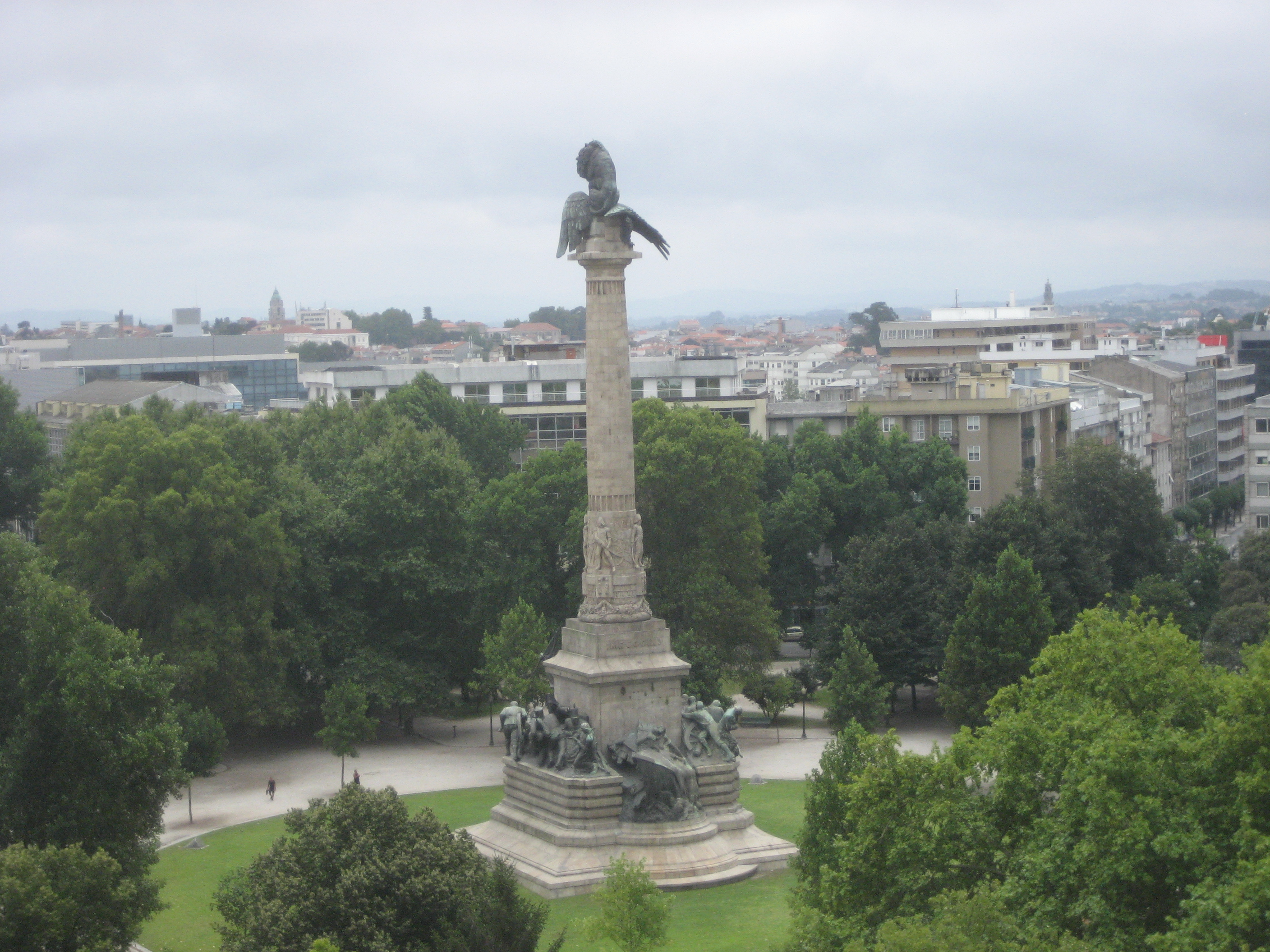
Boavista, monument voor de Helden van de Guerra Peninsular

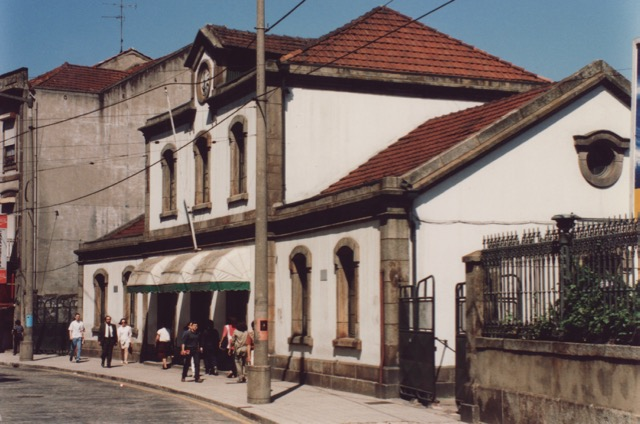
Station Boavista in 1994

### Igreja de São Martinho de Cedofeita(Sint-Maartenkerk van Cedofeita)
Deze kleine kerk is de oudste in de huidige gemeente Porto. Het oudste document dat verwijst naar de kerk stamt uit 1087 toen het werd ingewijd en fondsen werden toegewezen om het gebouw te onderhouden. Uit onderzoek is gebleken dat er in de huidige kerk delen van oudere kerk zijn verwerkt die gebouwd is aan het eind van de negende of begin van de tiende eeuw. In later eeuwen werden tal van wijzigingen aangebracht, maar deze werden bij een vijf jaar durende restauratie begonnen in 1930 grotendeels weer ongedaan gemaakt. In 1767 is boven de deur een inscriptie aangebracht dat de kerk was gesticht in 559 door koning Theodemar, maar de originele steen waarop deze inscriptie is gebaseerd is nooit gevonden. De kerk is sinds 1910 een nationaal monument.

### Boavista

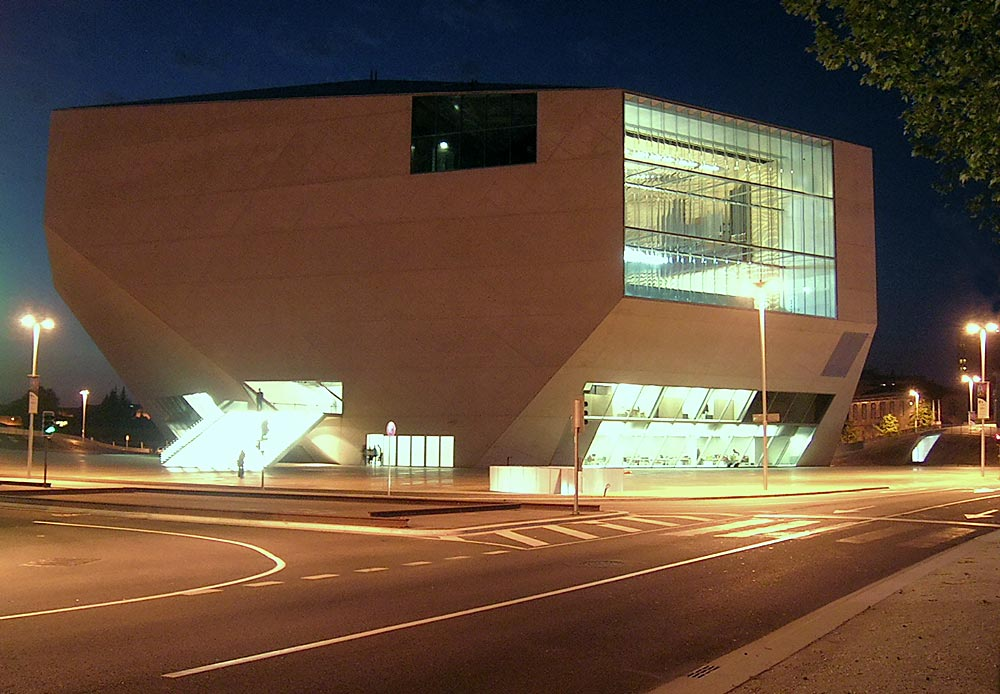
Casa da Música bij avond

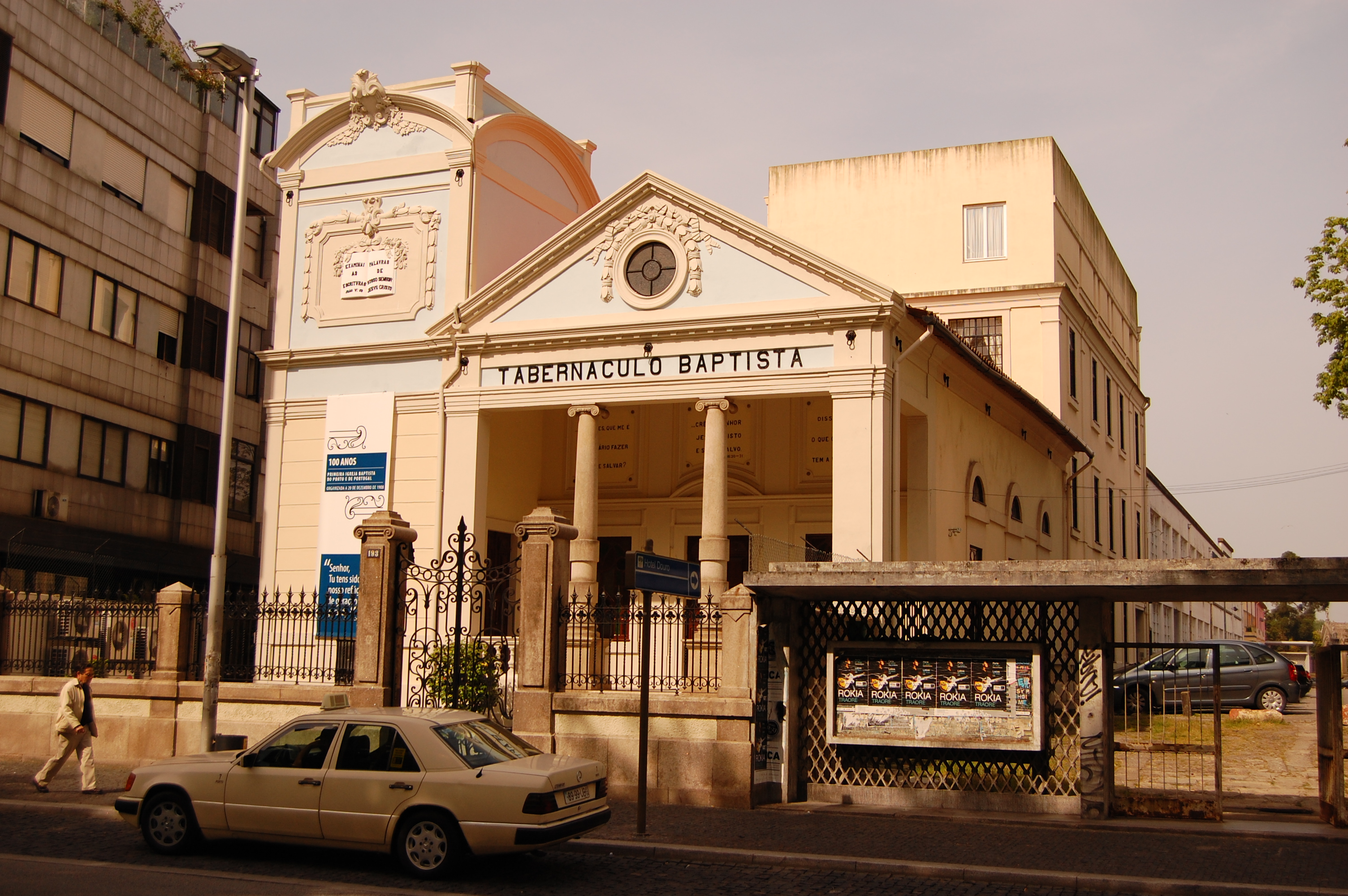
Tabernáculo Baptista

De Avenida da Boavista is een ongeveer 5,5 km lange laan. Deze laan begint als het verlengde van de Rua da Boavista, een ongeveer 900 meter lange straat, en eindigt bij Castelo do Queijo aan de Atlantische Oceaan. Het is een van de belangrijkste wegen tussen de wijken aan de kust en de rest van de stad. De aanleg van de Avenida da Boavista begon halverwege de 19e eeuw, maar het laatste stuk werd pas voltooid in 1917. Ongeveer 350 meter na het begin bevindt zich de Praça de Mouzinho de Albuquerque, lokaal beter bekend als de Rotunda da Boavista, een groot rond plein met een diameter van ongeveer 200 meter. De omgeving van dit plein wordt Boavista genoemd. Het binnenterrein van de Rotunda da Boavista is een cirkelvormig park met in het middelpunt het monument voor de Helden van de Guerra Peninsular, een 45 meter hoge kolom met op de top een beeldhouwwerk van een leeuw die een arend verplettert. De rotonde bevindt zich ten noordwesten van de oorspronkelijke stad en was lang een centraal punt voor het openbaar vervoer. Hier bevond zich de tramremise en het oorspronkelijke eindpunt van de smalspoorlijn naar Póvoa de Varzim. Boavista is tegenwoordig een wijk met veel winkels, overdekte winkelcentra en kantoren. Aan de Rotunda da Boavista staat ook het Casa da Música op het terrein waar de tramremise stond. Het gelijknamige metrostation Casa da Música bevindt zich een paar honderd meter ten noorden van de Rotunda en is na station Trindade het drukste van het metronet. Net ten oosten van de Rotunda staat aan de Avenida da Boavista het Militair Ziekenhuis.

#### Station Boavista
Station Boavista was het beginpunt van de 1875 geopende smalspoorlijn naar Póvoa de Varzim. Het station nam nog aan belang toe door de opening in 1932 van de verbinding Senhora da Hora - Trofa, waardoor ook de smalspoorlijn naar Guimarães nu hier eindigde. In 1938 werd echter de lijn stadinwaarts naar Trindade geopend, waardoor het station Boavista snel aan belang inboette. Het werd nog wel gebruikt voor goederenvervoer en ook bleven hier het locomotiefdepot en de werkplaats gevestigd. Met de vervanging van de smalspoorlijnen door de metro is het terrein geheel ontruimd. Alleen het stationsgebouw staat, ongebruikt en vervallen nog aan de Rotunda da Boavista.

#### Casa da Música
Concertgebouw ontworpen door Rem Koolhaas en gebouwd in de periode 2001-2005.

#### Tabernáculo Baptista(Baptistenkerk)
Een van de weinige niet-rooms-katholieke kerkgebouwen in Porto is die van de baptisten. De Tabernáculo Baptista is ingewijd in 1916 en staat aan de Rotunda da Boavista.

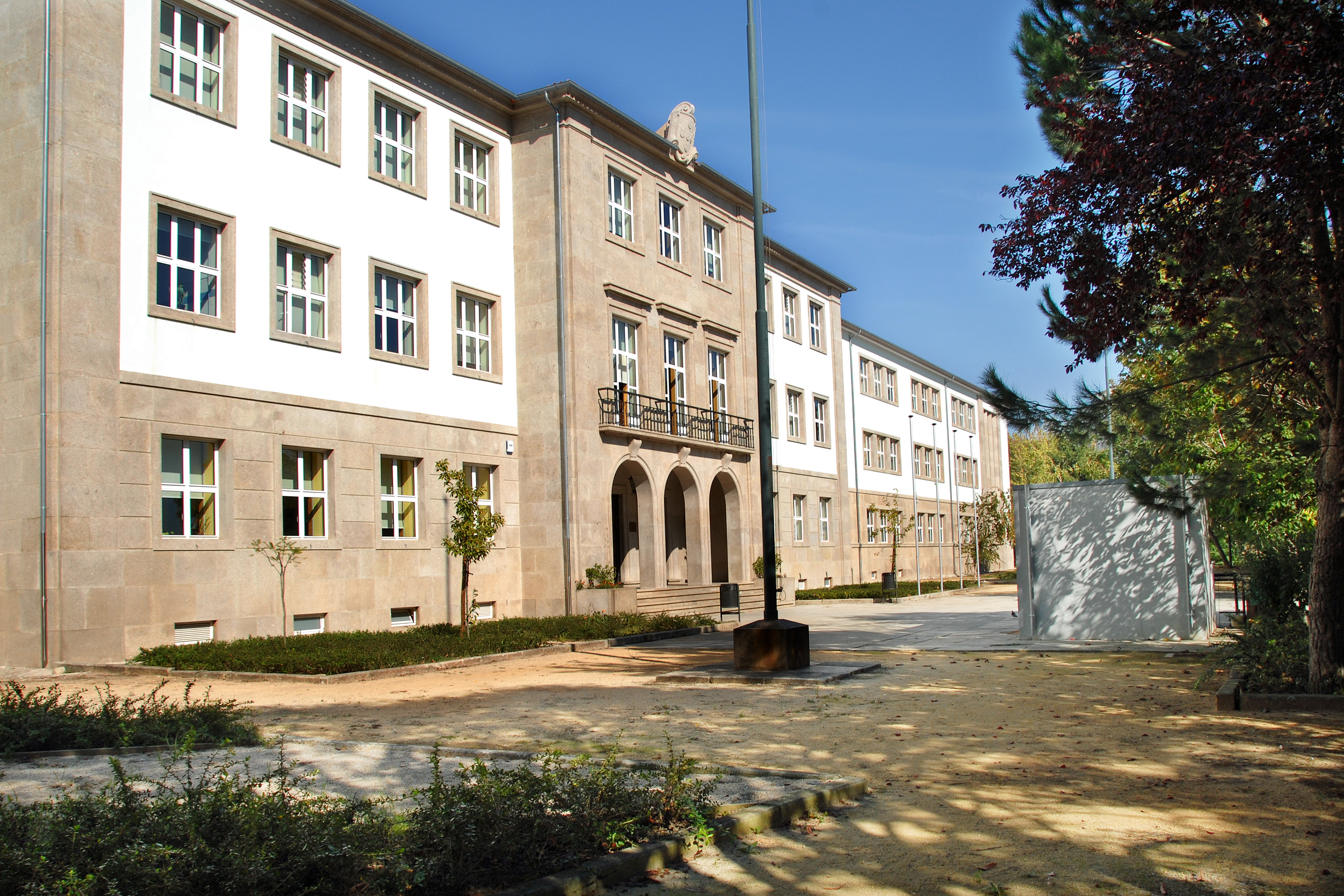
Escola Secundária Carolina Michaëlis

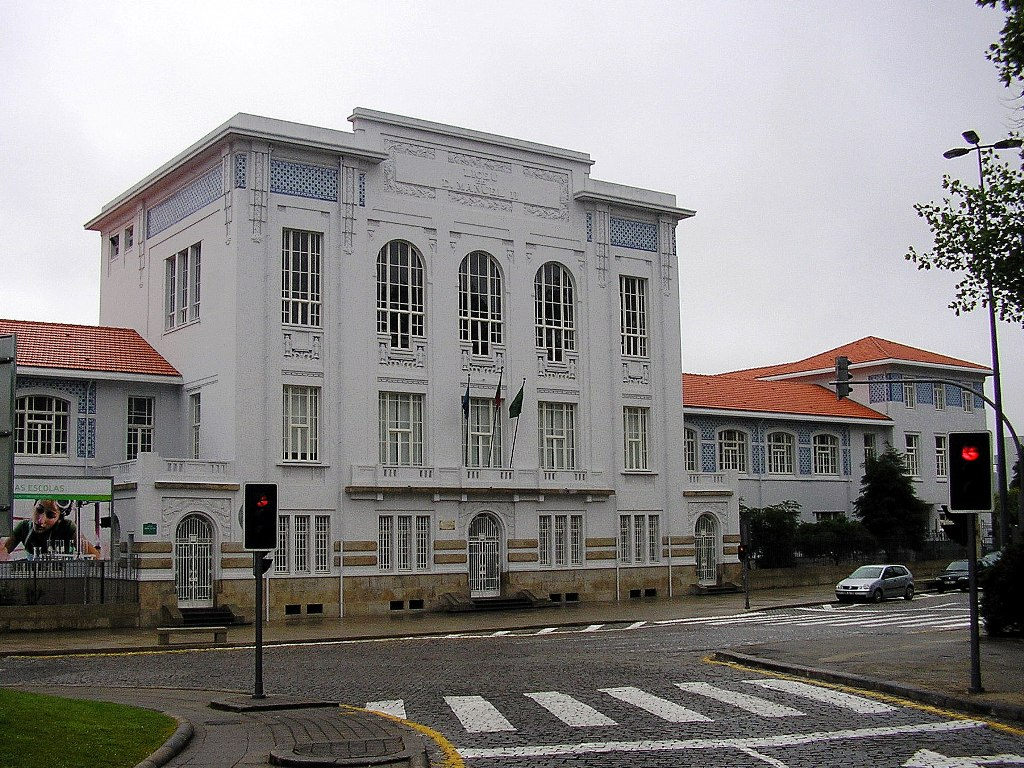
Escola Secundária Rodrigues de Freitas

### Escola Secundária Carolina Michaëlis
De Escola Secundária Carolina Michaëlis (School voor middelbaar onderwijs Carolina Michaëlis) was van oorsprong een meisjeslyceum gesticht in 1914. In 1926 is de school vernoemd naar Carolina Michaëlis de Vasconcelas, een van oorsprong Duitse schrijfster en letterkundige, en de eerste vrouwelijke professor aan een Portugese universiteit (Coimbra) die was gehuwd met Joaquim de Vasconcelos een Portugese musicoloog, schrijver, kustcriticus en docent talen aan de Escola Secundária Rodrigues de Freitas. De school is op diverse locaties gehuisvest geweest. De bouw van het huidige schoolgebouw begon in 1937, maar het gebouw kon pas in 1951 in gebruik worden genomen. In 2007 is de school gemoderniseerd.

### Escola Secundária Rodrigues de Freitas
De Escola Secundária Rodrigues de Freitas (School voor middelbaar onderwijs Rodrigues de Freitas) heeft zijn oorsprong in het in 1837 Liceu Nacional do Porto (Nationaal Lyceum van Porto). In 1908 werd de school vernoemd naar D. Manuel II maar in 1910 na de republikeinse revolutie kreeg de school zijn huidige naam als hommage aan José Joaquim Rodrigues de Freitas (1840-1896), een onderwijzer, schrijver en politicus en tegenstander van de monarchie. Gedurende het dictatoriaal bewind van Salazar werd de school in 1945 weer vernoemd naar D. Manuel II maar direct na de Anjerrevolutie kreeg de school haar huidige naam weer terug. Het huidige gebouw stamt uit 1932-1933 en is ontworpen door José Marques da Silva. Het gebouw is in 2007 gemoderniseerd.